# Corey Weyer
Corey Weyer (Biggera Waters, 28 maart 1996) is een Australisch hockeyer.

## Levensloop
Weyer werd actief in het hockey op vijfjarige leeftijd bij Labrador HC. Zijn ouders waren kort daarvoor verhuist van Maryborough naar Gold Coast. Vervolgens kwam hij tussen 2016 en 2018 uit voor de Queensland Blades. In seizoen 2021-'22 werd hij actief bij het Belgische Herakles. Na een seizoen keerde hij terug naar zijn moederland.
Daarnaast is hij actief bij het Australische hockeyteam. Hij maakte zijn debuut bij de nationale ploeg in 2017 op het International Festival of Hockey te Bendigo. Met de nationale equipe won hij onder meer brons op het wereldkampioenschap van 2018 in het Indische Bhubaneswar en goud op het Oceanisch kampioenschap van 2019 in Rockhampton. Hij verzamelde 43 caps.